# Hexacylloepus ferrugineus
Hexacylloepus ferrugineus är en skalbaggsart som först beskrevs av Horn.  Hexacylloepus ferrugineus ingår i släktet Hexacylloepus och familjen bäckbaggar. Inga underarter finns listade i Catalogue of Life.